# Zale perculta
Zale perculta là một loài bướm đêm trong họ Erebidae.